# Апосиопеза
Апосиопеза (от старогръцки: ἀποσιώπησις, замълчаване) е стилистична фигура в реториката, при която ораторът внезапно замлъква и оставя недоизказана мисълта си, обикновено под влияние на силно вълнение или притворство. По този начин се предизвиква обрат в мислите на слушателите. Освен в реториката, замълчаване се използва в драматургията и белетристиката.
Графически апосиопезата се обозначава с многоточие.ἀποσιώπησις

## Примери
Това е човек, който... Ах... човек... човек... един човек всъщност.
– „Тартюф“, Жан-Батист Молиер
И мене ми е по-добре в хотела, ама хайде, рекох, Иречек, наш човек...
– „Бай Ганьо“, Алеко Константинов
Там аз за мило, за драго,

за теб, за баща, за братя —

за него ще се заловя,

пък... каквото сабя покаже

и честта, майко, юнашка. 
– „На прощаване“, Христо Ботев